# Playa Cativo
Playa Cativo ist eine Bucht mit einem Hotelkomplex und ein privates Regenwaldgebiet am Golfo Dulce an der Pazifikküste von Costa Rica.

## Name
Der Name „Cativo“ kommt von der Baumart Prioria copaifera.

## Geographie
Die Bucht liegt zwischen der Punta Adela im Süden und dem Gebiet des Fundación Santuario Silvestre de Osa (Osa WildLife Sanctuary) im Nordwesten an der Nordküste des Golfo Dulce. Im Norden ist das nächstgelegene Dorf Playitas, während Playa Blanca, La Palma, Puerto Jiménez auf der gegenüberliegenden Südküste liegt. Die Umgebung gehört zum Nationalpark Piedras Blancas, dessen Gebiet sich auch auf die Gewässer erstreckt, zum Schutz der Laichgründe der Hornhechte (needle-fish). Zusammen mit dem Reserva Forestal Golfo Dulce wurde der Nationalpark Piedras Blancas vom Nationalpark Corcovado auf der gegenüberliegenden Halbinsel Osa getrennt. Der Nationalpark Piedras Blancas verfügt selbst über mehr als 35.000 acre (142 km²) Regenwald im Umkreis der Playa Cativo. Er wurde 1993 gegründet. Playa Cativo ist nur mit dem Boot erreichbar. Es erhielt die Ecologic Blue Flag für seine Bemühungen um Nachhaltigkeit.

## Natur
Aufgrund der vielfältigen Biotop-Struktur und der Bedeutung als Rastplatz für Zugvögel gilt das Gebiet als Paradies für Vogelbeobachtungen. Die vier Arten von Affen von Costa Rica sind in den Wäldern anzutreffen und allein etwa drei Familien von Brüllaffen halten sich ganzjährig in der Nähe des Resorts auf.

## Geschichte
In der Bucht bestand ursprünglich eine private Farm, die in den 1970er Jahren verkauft wurde. 1980 wurde die Rainbow Lodge und später die Buenavista Lodge erbaut. Im Juli 2014 eröffnete die Playa Cativo Lodge nach einer Komplett-Sanierung. Das neue Hotel ist dem Umweltschutz verpflichtet und bietet neben anderem auch ein Recycling-Center für die nahegelegenen Hotels. Die Elektrizität wird durch ein Kleinwasserkraftwerk sowie Solarmodule erzeugt. Das Wasser entspringt einer Quelle in den Bergen hinter Cativo Beach und ist klar und sauber. Einige der Obstbäume auf dem Gelände dienen auch der Versorgung der Gäste.
Schwimmen, Kajakfahren und Schnorcheln gehören zu den Freizeitangeboten.
Man erreicht die Playa Cativo mit dem Boot in einer 30-minütigen Fahrt von Golfito oder von Puerto Jiménez. Auf der Fahrt kann man häufig Delfine und saisonal Buckelwale beobachten.